# 濱野隼也
濱野 隼也（はまの しゅんや、1999年3月11日 - ）は、日本のラグビーユニオン選手。ジャパンラグビーリーグワンのNECグリーンロケッツ東葛に所属している。

## 略歴
秋田工業高校時代、高校日本代表候補に選ばれた。
2017年、法政大学に進学。
2021年、日野レッドドルフィンズに加入。
2022年1月23日に行われたJAPAN RUGBY LEAGUE ONE第2節釜石シーウェイブス戦にて先発出場で公式戦初出場を果たした。
2023年6月、浦安D-Rocksに加入。2025年5月、退団。
2025年7月、NECグリーンロケッツ東葛に加入。